# Dysplasie frontométaphysaire

La dysplasie frontométaphysaire ou syndrome de Cohen-Gorlin fait partie du spectre phénotypique des ostéodysplasies fronto-oto-palato-digitales.

## Sources
- * (en) Stephen Robertson, Otopalatodigital Spectrum Disorders In GeneTests: Medical Genetics Information Resource (database online). Copyright, University of Washington, Seattle. 1993-2005]